# アンリ・ド・フォワ
カンダル伯アンリ・ド・フォワ（フランス語：Henri de Foix, comte de Candale, 1540年以降 - 1572年2月）は、カンダル伯、ブノージュ伯、アスタラック伯およびボルドー総督。ソミエール包囲戦のさなかに戦死した。
アンリはカンダル伯フレデリック・ド・フォワとフランソワーズ・ド・ラ・ロシュフコーの間に生まれた。叔父のフランソワ・ド・フォワからカディヤックとブノージュの領地を継承した。

## 結婚と子女
1566年に、初代モンモランシー公アンヌ・ド・モンモランシーの娘マリー・ド・モンモランシーと結婚した。この結婚で以下の子女をもうけた。
- マルグリット（1567年 - 1593年） - カンダル女伯、1587年にエペルノン公ジャン＝ルイ・ド・ノガレ・ド・ラ・ヴァレット（en）と結婚
- フランソワーズ - 修道女